# Niên biểu lịch sử Việt Nam
Niên biểu lịch sử Việt Nam là hệ thống các sự kiện lịch sử Việt Nam nổi bật theo thời gian từ các thời tiền sử, huyền sử, cổ đại, trung đại, cận đại cho tới lịch sử hiện đại ngày nay.

## Thời tiền sử

### Thời đại đồ đá cũ
25.000 TCN–7.000 TCN: Văn hóa Soi Nhụ
23.000 TCN: Văn hóa Ngườm
23.000 TCN–1.000 TCN: Văn hóa Tràng An
20.000 TCN–12.000 TCN: Văn hóa Sơn Vi

### Thời đại đồ đá mới
12.000 TCN–10.000 TCN: Văn hóa Hòa Bình
10.000 TCN–8.000 TCN: Văn hóa Bắc Sơn
8.000 TCN–6.000 TCN: Văn hóa Quỳnh Văn
7.000 TCN–5.000 TCN: Văn hóa Cái Bèo
6.000 TCN–5.000 TCN: Văn hóa Đa Bút

### Thời đại đồ đồng đá
3.000 TCN–1.500 TCN: Văn hóa Hạ Long
2.000 TCN–1.500 TCN Văn hóa Phùng Nguyên
2.000 TCN–1.000 TCN Văn hóa Tiền Sa Huỳnh

### Thời đại đồ đồng
1.500 TCN–1.000 TCN: Văn hóa Đồng Đậu
1.000 TCN–600 TCN: Văn hóa Gò Mun

### Thời đại đồ sắt
1.000 TCN–200: Văn hóa Sa Huỳnh
1.000 TCN–0: Văn hóa Đồng Nai
700 TCN–100: Văn hóa Đông Sơn
1–630: Văn hóa Óc Eo

## Thời sơ sử
Thế kỉ VII TCN: Vua Hùng thành lập quốc gia Văn Lang
207 TCN: An Dương Vương thôn tính Văn Lang, thành lập quốc gia Âu Lạc
218 TCN - 207 TCN: Chiến tranh Tần-Việt

## ThờiBắc thuộc

### Thuộc Nam Việt
179 TCN: Triệu Đà xâm lược nước Âu Lạc, sáp nhập vào quốc gia Nam Việt
111 TCN: Chiến tranh Hán-Nam Việt

### Thuộc Hán
111 TCN: Nhà Hán thôn tính Nam Việt
40: Khởi nghĩa Hai Bà Trưng, Trưng Trắc thành lập quốc gia Lĩnh Nam, kinh đô đặt tại Mê Linh
42 - 43: Chiến tranh Lĩnh Nam - Đông Hán
43: Đông Hán thôn tính Lĩnh Nam
156–160: Khởi nghĩa Chu Đạt
178–181: Khởi nghĩa Lương Long
192: Khu Liên khởi nghĩa, tách quận Nhật Nam thành lập quốc gia Lâm Ấp

### Thuộc Đông Ngô
229
23 tháng 6: Tôn Quyền xưng đế, lập nước Đông Ngô, ly khai nhà Hán
246 - 248: Khởi nghĩa Bà Triệu

### Thuộc Tấn
280: Chiến tranh Tấn – Ngô

### Thuộc Lưu Tống
420: Lưu Dụ ép Tấn Cung Đế nhường ngôi, lập ra nhà Lưu Tống
436: Thứ sử Giao Châu Đàn Hòa Chi đánh Lâm Ấp, cướp châu báu rút về
468 - 485: khởi nghĩa Lý Trường Nhân

### Thuộc Nam Tề
479: Tiêu Đạo Thành phế Lưu Chuẩn tự làm vua, thành lập nhà Nam Tề

### Thuộc Lương
502 Tiêu Diễn phế truất Tiêu Bảo Dung, thành lập nhà Lương
542: Khởi nghĩa Lý Bí
544: Lý Bí thành lập quốc gia Vạn Xuân

### Thuộc Tùy
602: Chiến tranh Tùy–Vạn Xuân

### Thuộc Đường
618
Tháng 3: Lý Uyên tuyên bố thành lập nhà Đường
Tháng 5: Lý Uyên ép Dương Hựu nhường ngôi
687: Khởi nghĩa Lý Tự Tiên
713-723: Khởi nghĩa Mai Hắc Đế
776-791: Khởi nghĩa Phùng Hưng

## Thời phong kiến độc lập

### Tự chủ
905: Khúc Thừa Dụ xây dựng chính quyền tự chủ
938: Trận Bạch Đằng, Ngô Quyền đánh bại quân Nam Hán trên sông Bạch Đằng

### Nhà Ngô
939: Ngô Quyền xưng vương, kinh đô Cổ Loa
944 - 968: Loạn 12 sứ quân

### Nhà Đinh
968: Đinh Bộ Lĩnh xưng đế, thành lập quốc gia Đại Cồ Việt, kinh đô Hoa Lư
970: Đinh Bộ Lĩnh cho đúc Thái Bình hưng bảo, đồng tiền đầu tiên của Việt Nam
979: Đinh Bộ Lĩnh cùng con trai bị sát hại

### Nhà Tiền Lê
980: Lê Hoàn lên ngôi vua, thành lập nhà Tiền Lê
981
Tháng 1 - Tháng 4: Chiến tranh Tống - Việt

### Nhà Lý
1009
21 tháng 11: Lý Công Uẩn lên ngôi vua, thành lập nhà Lý
1010: Lý Công Uẩn dời đô về Thăng Long
1054: Lý Thánh Tông lên ngôi, đổi tên nước từ Đại Cồ Việt thành Đại Việt
1069: Chiến tranh Việt-Chiêm, Đại Việt chiếm được 3 châu của Chiêm Thành
1075–1077: Chiến tranh Tống-Việt
1077
18 tháng 1 – 28 tháng 2: Trận Như Nguyệt, đẩy lùi quân xâm lược Tống

### Nhà Trần
1226
10 tháng 1: Lý Chiêu Hoàng nhường ngôi cho Trần Cảnh, thành lập nhà Trần
1258: Chiến tranh Nguyên Mông–Đại Việt lần 1
1282: Hội nghị Bình Than, triệu họp vương hầu, trăm quan
1284: Hội nghị Diên Hồng, triệu họp bô lão cả nước
1285: Chiến tranh Nguyên Mông-Đại Việt lần 2
1287–1288: Chiến tranh Nguyên Mông–Đại Việt lần 3
1396: Phát hành tiền giấy Thông bảo hội sao theo chủ trương của Hồ Quý Ly, đây là tiền giấy đầu tiên của Việt Nam
1397: Hồ Quý Ly ép Trần Thuận Tông dời đô về Tây Đô

### Nhà Hồ
1400
22 tháng 3: Hồ Quý Ly lên ngôi, thành lập nhà Hồ, đổi tên nước thành Đại Ngu
1400–1407: Chiến tranh Việt-Chiêm
1406–1407: Chiến tranh Đại Ngu–Đại Minh

### Thuộc Minh
1407: Nhà Minh thôn tính Đại Ngu, đặt làm quận Giao Chỉ, trung tâm hành chính là Đông Quan
2 tháng 10: Trần Ngỗi xưng Giản Định đế, lập nên nhà Hậu Trần
1413: Nhà Hậu Trần bị nhà Minh đánh bại
1418–1427: Khởi nghĩa Lam Sơn

### Nhà Lê sơ
1428
29 tháng 4: Lê Lợi thành lập quốc gia Đại Việt, đặt kinh đô tại Đông Kinh
1442: Vụ án Lệ Chi viên
1459–1460: Chính biến Thiên Hưng, Lê Thánh Tông lên ngôi
1471: Chiến tranh Việt–Chiêm, miền bắc Chiêm Thành sáp nhập vào Đại Việt
1478–1480: Chiến tranh Đại Việt–Lan Xang
1483: Biên soạn Luật Hồng Đức
1511–1512: Khởi nghĩa Trần Tuân
1516–1521: Khởi nghĩa Trần Cảo
1516-1526: Khủng hoảng cuối nhà Lê sơ và nội chiến

### Nhà Mạc
1527: Mạc Đăng Dung ép Lê Cung Hoàng nhường ngôi, lập lên nhà Mạc
1533: Nguyễn Kim lập Lê Ninh làm vua, tái lập nhà Lê, đóng đô tại Vạn Lại
1533–1677: Chiến tranh Lê–Mạc

### Nhà Lê trung hưng
1592: Nhà Lê trung hưng đánh bại nhà Mạc, lên nắm quyền điều hành đất nước
1597: Lê Thế Tông dời đô về Đông Kinh
1558: Nguyễn Hoàng vào trấn thủ Thuận Hóa
1627–1672: Trịnh – Nguyễn phân tranh
1683: Nhà Lê trung hưng đánh bại hoàn toàn nhà Mạc
1771: Khởi nghĩa Tây Sơn
1774–1775: Chiến tranh Bình Nam
1777: Nguyễn Ánh xưng vương
1778: Nguyễn Nhạc xưng Hoàng đế, đặt niên hiệu Thái Đức, lập lên nhà Tây Sơn, đặt kinh đô tại Quy Nhơn
Nguyễn Nhạc phong Nguyễn Huệ làm Bắc Bình Vương
1785
19 tháng 1 – 20 tháng 1: Nguyễn Huệ phá tan quân Xiêm tại Rạch Gầm – Xoài Mút

### Nhà Tây Sơn
1788 Nguyễn Nhạc từ bỏ đế hiệu, chỉ xưng Tây Sơn vương
22 tháng 12: Nguyễn Huệ xưng đế, đặt niên hiệu Quang Trung, đặt kinh đô tại Phú Xuân
1789: Trận Ngọc Hồi – Đống Đa, đẩy lui quân xâm lược nhà Thanh, nhà Hậu Lê sụp đổ
1792
16 tháng 9: Nguyễn Huệ qua đời, con trai Nguyễn Quang Toản lên ngôi

### Nhà Nguyễn
1802: Nguyễn Ánh đánh bại nhà Tây Sơn, lên ngôi vua, đặt niên hiệu là Gia Long, lập lên nhà Nguyễn, đặt kinh đô tại Phú Xuân
1803–1855: Nổi dậy Đá Vách
1804: Nguyễn Ánh đổi tên nước thành Việt Nam
1821–1827: Khởi nghĩa Phan Bá Vành
1833–1834: Chiến tranh Việt–Xiêm
1836: Việt Nam thôn tính Chân Lạp, đặt làm Trấn Tây Thành
1839
15 tháng 2 Minh Mạng đổi tên nước thành Đại Nam
1841: Rút quân khỏi Trấn Tây Thành, Xiêm đặt Ang Duong lên ngôi, tái lập Chân Lạp
1858–1884: Chiến tranh Pháp-Đại Nam
1861–1865: Bạo loạn ven biển
1866: Chính biến chày vôi
1867: Nhà Nguyễn cắt Nam Kỳ lục tỉnh nhượng cho Pháp

### Pháp thuộc
1884
6 tháng 6: Hòa ước Giáp Thân, kết thúc Chiến tranh Pháp–Đại Nam, triều đình nhà Nguyễn chấp nhận sự bảo hộ của Pháp
1885–1895: Phong trào Cần Vương
1887
17 tháng 10: Thực dân Pháp thành lập Liên bang Đông Dương, gồm Bắc Kỳ, Trung Kỳ, Nam Kỳ và Campuchia, đặt thủ đô tại Sài Gòn
1893
3 tháng 10: Sáp nhập Lào vào Liên bang Đông Dương
1898
12 tháng 4: Sáp nhập Quảng Châu Loan vào Liên bang Đông Dương
1902: Liên bang Đông Dương dời thủ đô về Hà Nội
1906–1908: Phong trào Duy Tân
1908: Phong trào chống sưu thuế Trung Kỳ
1914–1918: Khoảng 100.000 người Việt bị ép sang châu Âu chiến đấu cho Pháp trong Chiến tranh thế giới thứ nhất
1917: Khởi nghĩa Thái Nguyên
1919
18 tháng 6: Nguyễn Ái Quốc gửi Yêu sách của nhân dân An Nam tới Hội nghị Hòa bình Versailles
1930
3 tháng 2: Hợp nhất ba tổ chức cộng sản thành Đảng Cộng sản Việt Nam
1930–1931: Phong trào Xô Viết Nghệ Tĩnh
1939: Khoảng 20.000 thanh niên Việt Nam bị cưỡng bức phục vụ Pháp trong chiến tranh thế giới thứ hai
1940
30 tháng 8: Quân đội Nhật Bản tiến vào Đông Dương
25 tháng 9: Chính phủ Pháp chấp nhận mọi yêu sách, chấp nhận việc chiếm đóng cùng giao quyền điều hành những căn cứ quân sự cho quân đội Nhật
1944
22 tháng 12: Việt Nam Tuyên truyền Giải phóng quân được thành lập
1945
Tháng 3: Nhật đảo chính thực dân Pháp
11 tháng 3: Thành lập Đế quốc Việt Nam, phụ thuộc Đế quốc Nhật Bản
14 tháng 8 - 30 tháng 8: Cách mạng tháng Tám
23 tháng 8: Đế quốc Việt Nam sụp đổ
30 tháng 8: Bảo Đại thoái vị

## Thời hiện đại

### Việt Nam Dân chủ Cộng hòa
1945
2 tháng 9: Hồ Chí Minh tuyên bố độc lập, thành lập nước Việt Nam Dân chủ Cộng hòa
8 tháng 9: Phát động phong trào Bình dân học vụ
23 tháng 9: Quân Pháp nổ súng tại Sài Gòn, bắt đầu cuộc chiến tranh xâm lược Việt Nam lần 2
23 tháng 9: Trần Văn Giàu kêu gọi Nam Bộ kháng chiến
1946
6 tháng 1: Tổng tuyển cử bầu Quốc hội đầu tiên
26 tháng 3: Pháp lập nên Cộng hòa Tự trị Nam Kỳ thuộc Liên hiệp Pháp, thủ đô Sài Gòn
14 tháng 9: Tạm ước Việt - Pháp
9 tháng 11: thông qua Hiến pháp 1946, hiến pháp đầu tiên của nước Việt Nam độc lập
19 tháng 12: Hồ Chí Minh kêu gọi Toàn quốc kháng chiến
1947
7 tháng 10 - 22 tháng 12: Chiến dịch Việt Bắc Thu - Đông 1947
1949
14 tháng 6: Pháp lập nên Quốc gia Việt Nam, quốc trưởng Bảo Đại, thủ đô Sài Gòn
1950
8 tháng 5: Mỹ bắt đầu can thiệp quân sự vào Việt Nam
16 tháng 9–17 tháng 10: Chiến dịch Biên giới
1954
13 tháng 3 - 7 tháng 5: Chiến dịch Điện Biên Phủ
20 tháng 7: Hiệp định Genève, Pháp rút quân khỏi Việt Nam và đất nước bị chia cắt
10 tháng 10: Giải phóng Thủ đô
1955: Ngô Đình Diệm phế truất Bảo Đại, lên làm Tổng thống, lập nên Việt Nam Cộng hòa
1959–1960: Phong trào Đồng khởi
1960
20 tháng 12: Thành lập Mặt trận Dân tộc Giải phóng miền Nam Việt Nam
1961
15 tháng 12: Thành lập Quân Giải phóng miền Nam Việt Nam
1961–1965: Kế hoach Chiến tranh đặc biệt
1963: Đảo chính lật đổ chính quyền Ngô Đình Diệm
1965
8 tháng 3: Mỹ bắt đầu đưa quân vào tham chiến tại miền Nam Việt Nam
1965–1968 Kế hoạch Chiến tranh cục bộ của Mỹ
1968–1973: Kế hoạch Việt Nam hóa chiến tranh của Mỹ
1969
6 tháng 6: Thành lập Cộng hòa Miền Nam Việt Nam, thủ đô Tây Ninh
2 tháng 9: Chủ tịch Hồ Chí Minh từ trần
1972
18 tháng 12 - 30 tháng 12: Chiến dịch Điện Biên Phủ trên không
1973
27 tháng 1: Hiệp định Paris, Mỹ rút quân khỏi Việt Nam
1974
19 tháng 1: Hải chiến Hoàng Sa, Việt Nam Cộng hòa mất toàn bộ quần đảo Hoàng Sa vào tay Trung Quốc
1975
26 tháng 4 - 2 tháng 5: Chiến dịch Hồ Chí Minh
30 tháng 4: Chính quyền Việt Nam Cộng hòa đầu hàng vô điều kiện Cộng hòa Miền Nam Việt Nam, kết thúc Chiến tranh Việt Nam

### Cộng hòa xã hội chủ nghĩa Việt Nam
1976
2 tháng 7: Tái thống nhất, đổi tên nước thành Cộng hòa xã hội chủ nghĩa Việt Nam
1977
20 tháng 9: Gia nhập Liên Hợp Quốc
1975–1979: Chiến tranh biên giới Tây Nam
1979: Chiến tranh biên giới phía Bắc
1981-1988: Kế hoạch CM-12
1986
18 tháng 12: bắt đầu Đổi Mới
1988
14 tháng 3: Xung đột Trường Sa, Trung Quốc chiến được đá Gạc Ma, Việt Nam giữ được đá Cô Lin và đá Len Đao
1991
7 tháng 11: Bình thường hóa quan hệ với Trung Quốc
1995
11 tháng 7: Bình thường hóa quan hệ với Mỹ
28 tháng 7: Gia nhập ASEAN
1998
14 tháng 11: Gia nhập APEC
2007
11 tháng 1: Gia nhập WTO
2013
28 tháng 11: Thông qua Hiến pháp 2013, hiến pháp hiện hành của Việt Nam
2014: Vụ hạ giàn khoan Hải Dương 981
2020–2023: Đại dịch COVID-19